# Hanon Reznikov
Hanon Reznikov (nombre de nacimiento Howard Hanon Reznick; 23 de septiembre de 1950 – 3 de mayo de 2008) fue un escritor y actor estadounidense.
Fue codirector de The Living Theatre en Nueva York junto a Judith Malina después de la muerte de Julian Beck en 1985. Malina y ella se casaron en 1988.
Reznikov murió de neumonía a los 57 años en mayo de 2008, después de sufrir un ataque al corazón en abril.